# Marpesia themistocles
Marpesia themistocles är en fjärilsart som beskrevs av Fabricius 1793. Marpesia themistocles ingår i släktet Marpesia och familjen praktfjärilar. Inga underarter finns listade i Catalogue of Life.

## Bildgalleri

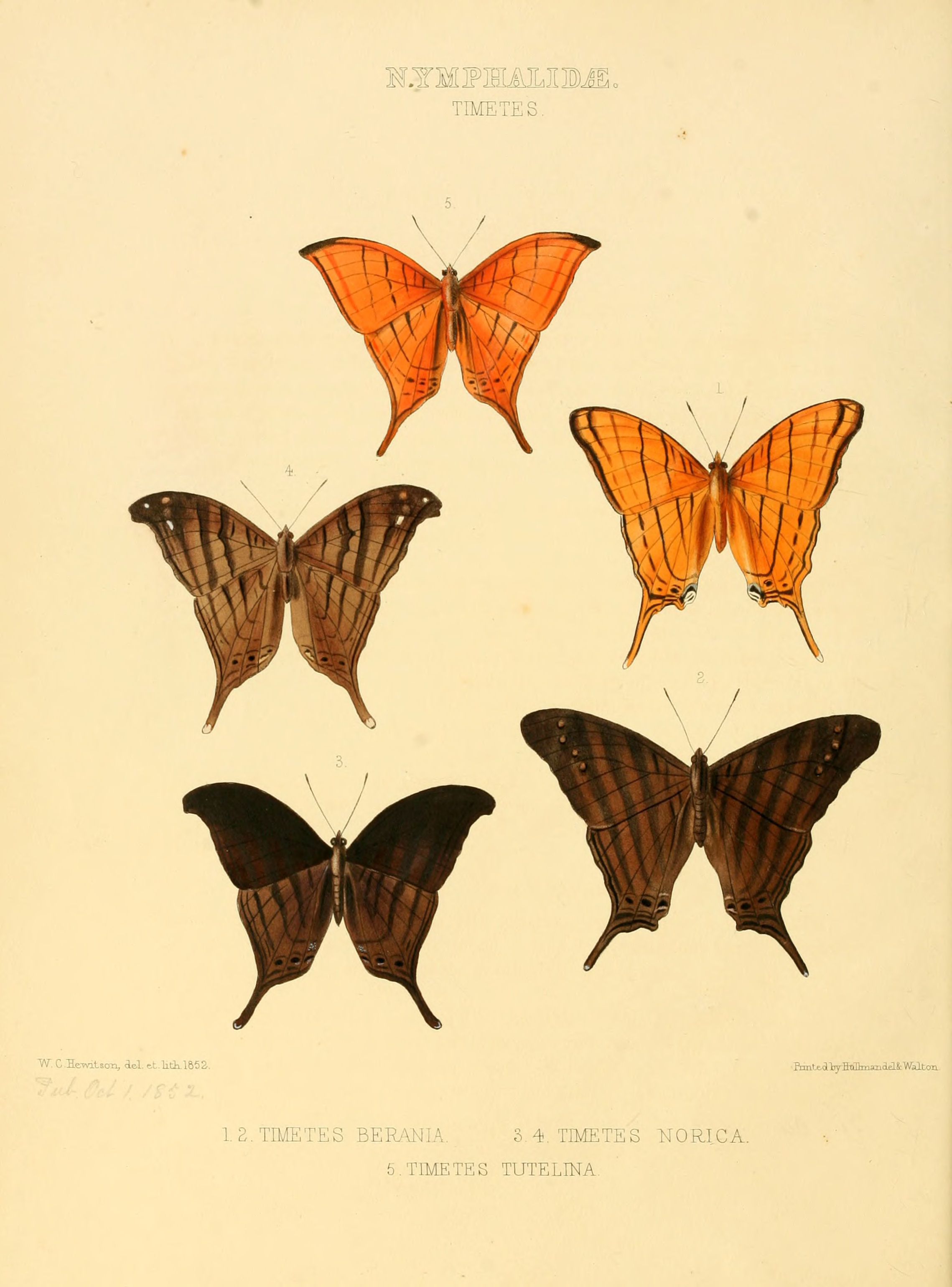